# ورنر هاماخر
ورنر هاماخر (آلمانی: [ˈhaːmaχɐ]، ۱۹۴۸–۲۰۱۷) منتقد و نظریه پرداز ادبی آلمانی متأثر از ساختارشکنی بود. هاماخر فلسفه، ادبیات تطبیقی و مطالعات دینی را در دانشگاه آزاد برلین و مدرسه عالی نرمال پاریس خواند. در پاریس بود که هاماخر با ژاک دریدا ملاقات کرد و با کارهای او آشنا شد. او از سال ۱۹۹۸ تا ۲۰۱۳ در موسسه ادبیات عمومی و تطبیقی دانشگاه گوته فرانکفورت استاد بود و از سال ۲۰۰۳ عضو هیئت علمی دانشگاه فارغ التحصیلان اروپا در زاس فی سوئیس بود. 
او پیش از این استاد زبان آلمانی و علوم انسانی در دانشگاه جان هاپکینز بود و چند سالی هم به تدریس در دانشگاه نیویورک مشغول بود. کارهای او عبارت است از نوشتن پلروما — دیالکتیک
و هرمنوتیک در هگل و مقدمات: مقالاتی دربارهٔ فلسفه از کانت تا سلان و همچنین سردبیری سری نیمروزان: عبور از زیبایی‌شناسی که توسط انتشارات دانشگاه استنفورد منتشر شد. هاماخر مجموعه‌ای از مقالات پائول مان را نیز به آلمانی ترجمه کرد. 